# Габашвили, Реваз Александрович
Реваз Александрович Габашвили (груз. რევაზ ალექსანდრეს ძე გაბაშვილი; 1882—1969) — грузинский учёный и политик, один из основателей Национал-демократической партии Грузии.

## Биография
Сын известной грузинской писательницы Екатерины Габашвили и известного адвоката Александра Габашвили. В семье было десять детей, но первые пять из них умерли.
Учился в гимназии в Тифлисе, в 1902 году выехал на учёбу в Бельгию.
В 1905 году прервал учёбу в Электротехническом институте Монтефиоре в Льеже, Бельгия, чтобы вернуться в Грузию и принять участие в революционных выступлениях против российского правления. Бежал от полицейских преследований в Париж, в 1907 году вернулся в Россию, жил в Баку, работал на нефте-химическом производстве, создал семью и постепенно отошёл от политической борьбы. Поступил в Петербургский университет, откуда был исключен по обвинению в участии в студенческих волнениях в 1910 году. Отбыл трёхмесячное тюремное заключение, по возвращении в Грузию занимался журналистикой; основал и редактировал журнал «Klde», затем газету «Грузия». Группа грузин, сотрудничающая с газетой, сформировала ядро, вокруг которого была организована Национал-демократическая партия Грузии. Партия провела свой учредительный съезд в июне 1917 года после Февральской революции 1917 года в Санкт-Петербурге.
26 мая 1918 года подписал Декларацию независимости Грузии. Избран в Учредительное собрание от Национал-демократической партии.
Советизация Грузии в 1921 году вынудила Габашвили эмигрировать вместе с женой и детьми, сначала в Стамбул, затем — в Париж, где он писал для местной прессы о политике и общественной жизни в Грузии.
Написал мемуары («Макссовские крысы», «Что я помню»), опубликованные в Мюнхене в 1959 году, крайне критичные к социал-демократическому руководству, которое Габашвили обвинил в некомпетентности и неспособности ответить на национальные требования грузин. Вёл научную работу в области истории, археологии и этнографии.
Поддерживал отношения с Зурабом Авалишвили и Виктором Нозадзе.